# Стоевци
Стоевци (болг. Стоевци) — село в Болгарии. Находится в Габровской области, входит в общину Габрово. Население составляет 99 человек.

## Политическая ситуация
Село Стоевци подчиняется непосредственно общине и не имеет своего кмета, кметский наместник в селе — Николина Лалева Стоева.
Кмет (мэр) общины Габрово — Томислав Пейков Дончев (Граждане за европейское развитие Болгарии (ГЕРБ)) по результатам выборов в правление общины.